# Clifford Berry
Clifford Edward Berry (Gladbrook, 19 de abril de 1918 — Nova Iorque, 30 de outubro de 1963) foi um cientista da computação estadunidense.
Em parceria com John Atanasoff criou em 1939 o primeiro computador eletrônico digital, o Atanasoff–Berry Computer (ABC).

## Ligaçõex externas
- 1942 and 1962 photos of Berry, Ames Laboratory Archive, Iowa State
- Atanasoff-Berry Computer Archive, Computer Science Dept., Iowa State
- June 7, 1972 interview with Atanasoff on Berry, Smithsonian National Museum of American History
- A. R. Mackintosh, “Dr. Atanasoff’s Computer”, Scientific American, August 1988 (Archived 2009-10-31)
- "ABC - Atanasoff-Berry Computer", I Programmer